# حاتم المكي
حاتم المكّي ولد عام 1918 وتوفي عام 2003، رسام تونسي.

## ترجمته
ولد حاتم المكّي بجاكرتا من أب تونسي وأمّ إندونيسية، وقد قضّى جزءا من طفولته بإندونيسيا قبل أن يتحول مع عائلته إلى تونس عام 1924. لم ينه دراسته الثانوية ثم انكب على الرسم وبداية من عام 1934 أصبح يقيم معارضة في الصالون التونسي. وفي عام 1938 تحول إلى باريس وأمكن له هناك العمل رساما في عدة دوريات وفي السينما والإشهار وفي بعض دور الطباعة. ولم يعد إلى تونس إلا خلال الحرب العالمية الثانية ثم عام 1951.

## فنه
بالإضافة إلى ممارسة التصوير الزيتي، مارس حاتم المكي النقش والكاريكاتور والصور المتحركة. وهو ينتقل في رسمه من التعبيرية إلى الواقعية المفرطة.

## وصلة خارجية
تكريما له صدر طابع بريدي يحمل صورته:
حاتم المكي على طابع بريدي صادر عام 2004
ولد الفنان الشكيلي التونسي حاتم المكي في جاكرتا اندونيسيا في  16 ماي 1918 لأب من الجريد تونسي نفي إلى اندونيسيا وام اندونيسية من اصل صيني. متزوج وله ابن
بعد طفولة قضّها في «باتافيا» جاء إلى تونس سنة 1924 ليزاول دراسته في معهد كارنو في العاصمة الا انه لم ينهي دراسته وانكبّ على الرسم وفي سنة 1938 تحصل على منحة سفر فنية إلى باريس حيث احتك بالوسط الفني المعاصر واشتغل في مجال التصوير للكتب وبعض الأعمال للسينما والإشهار
بعد اندلاع الحرب العالمية الثانية عاد المكي إلى تونس واقام فيها أول معارضه ليعود من جديد إلى باريس سنة 1947 ليقيم فيها معارضه ويشتغل في التصوير لعدد من المجلات المعروفة. كلّفه مدير مجموعة الصحافة الفرنسية وهو يهودي تونسي بتصوير رسوم شخصية لكل الكتّاب الفرنسيّين تقريبا منهم «أندريه جيد» و«ألبير كامو» وغيرهما كما طلب منه الفيسلسوف الكبير «باشلار» أن يصوّره وبعدما انتهي من عمله قال له:«كنت أنظر إليك وأنت تصوّر وأتأمل حركاتك وانفعالاتك، كنت حقا تمثّل كأنك فوق الرّكح ولقد وجدت فيك ما كنت أبتغيه لأنني أريد أن أكتب موضوعا عن تأثر الرسام وتفاعلاته مع اللوحة». وكان حينئذن لقاؤه بالرسام جون ديبيفي
Dubuffet
مرت رحلة المكي من الاشتغال على ديكور السينما إلى الصور المتحركة فالمعلقات التي انجز منها الكثير في تونس إضافة إلى الجداريات (جدارية المعهد الصادقي) الطوابع البريدية المعروفة والمتداولة في تونس والت انجز منها 454 نموذج من 1957 إلى 1995 والعملات المعدنية والورقية.
أسندت لجنة المعرض العالمي ببراغ سنة 1962 جائزة الشرف إلى الفنان التونسي المتميّز «حاتم المكي» ولعل اختيار رسّام تونسي من بين الفنّانين المتعاملين مع أربع وسبعين إدارة بريدية في العالم يعكس أصالة أعمال هذا الرجل الفذ الذي جعل من فضاء الطابع البريدي فسحة للخصوصيّة والطرافة والتجديد بما أودعه من الأفكار المدهشة والبراعة وخفّة الروح.
ورغم ان الجمهور يعتبر حاتم المكي فنانا ملتزما الا انه في الحقيقة لا يتبنى أي ايديولوجيا فالايديولوجيات بالنسبة له لا تزيد عن كونها فخا.
 ينتقل المكي في رسمه من التعبيرية إلى الواقعية المفرطة. ويستمد مواضيع رسوماته من الشارع
والوحيد تقريبا من بين الرسامين التونسيين الذي تحاكي أعماله الفن المعاصر البعيد عن الفلكلور الذي انتهجته مدرسة تونس والتي لم ينتمي اليها
عن فن المكي يقول الصحفي جون غوجون (صديق دراسته بمعهد كارنو تونس): انه من الناس الذين يعتقدون انهم يجسّدون العالم في صور الا انهم في الواقع ما ينفكّون عن مسائلة العالم ومسائلة انفسهم.
وعن فنه هو قال حاتم المكي:" "ينبغي للجمهور أن يفهم أن ليس من همّ الرسّام أن يخلق الجمال في عالم متعطّش إلى العدالة والسّلم.. الرسّام لسان المدينة، لا يوجد في رسومه إلا ما أوحت به إليه المدينة.. على الرسّام أن يشعر أن لفنّه وظيفة تاريخيّة لا نفسانيّة"..

توفي المكي بمدينة قرطاج تونس 23/09/2003
ولد الفنان الشكيلي التونسي حاتم المكي في جاكرتا اندونيسيا في 16 ماي 1918 لأب من الجريد تونسي نفي إلى اندونيسيا وام اندونيسية من اصل صيني. متزوج وله ابن
بعد طفولة قضّها في «باتافيا» جاء إلى تونس سنة 1924 ليزاول دراسته في معهد كارنو في العاصمة الا انه لم ينهي دراسته وانكبّ على الرسم وفي سنة 1938 تحصل على منحة سفر فنية إلى باريس حيث احتك بالوسط الفني المعاصر واشتغل في مجال التصوير للكتب وبعض الأعمال للسينما والإشهار
بعد اندلاع الحرب العالمية الثانية عاد المكي إلى تونس واقام فيها أول معارضه ليعود من جديد إلى باريس سنة 1947 ليقيم فيها معارضه ويشتغل في التصوير لعدد من المجلات المعروفة. كلّفه مدير مجموعة الصحافة الفرنسية وهو يهودي تونسي بتصوير رسوم شخصية لكل الكتّاب الفرنسيّين تقريبا منهم «أندريه جيد» و«ألبير كامو» وغيرهما كما طلب منه الفيسلسوف الكبير «باشلار» أن يصوّره وبعدما انتهي من عمله قال له:«كنت أنظر إليك وأنت تصوّر وأتأمل حركاتك وانفعالاتك، كنت حقا تمثّل كأنك فوق الرّكح ولقد وجدت فيك ما كنت أبتغيه لأنني أريد أن أكتب موضوعا عن تأثر الرسام وتفاعلاته مع اللوحة». وكان حينئذن لقاؤه بالرسام جون ديبيفي
Dubuffet
مرت رحلة المكي من الاشتغال على ديكور السينما إلى الصور المتحركة فالمعلقات التي انجز منها الكثير في تونس إضافة إلى الجداريات (جدارية المعهد الصادقي) الطوابع البريدية المعروفة والمتداولة في تونس والت انجز منها 454 نموذج من 1957 إلى 1995 والعملات المعدنية والورقية.
أسندت لجنة المعرض العالمي ببراغ سنة 1962 جائزة الشرف إلى الفنان التونسي المتميّز «حاتم المكي» ولعل اختيار رسّام تونسي من بين الفنّانين المتعاملين مع أربع وسبعين إدارة بريدية في العالم يعكس أصالة أعمال هذا الرجل الفذ الذي جعل من فضاء الطابع البريدي فسحة للخصوصيّة والطرافة والتجديد بما أودعه من الأفكار المدهشة والبراعة وخفّة الروح.
ورغم ان الجمهور يعتبر حاتم المكي فنانا ملتزما الا انه في الحقيقة لا يتبنى أي ايديولوجيا فالايديولوجيات بالنسبة له لا تزيد عن كونها فخا.
```
ينتقل المكي في رسمه من التعبيرية إلى الواقعية المفرطة. ويستمد مواضيع رسوماته من الشارع
```

والوحيد تقريبا من بين الرسامين التونسيين الذي تحاكي أعماله الفن المعاصر البعيد عن الفلكلور الذي انتهجته مدرسة تونس والتي لم ينتمي اليها
عن فن المكي يقول الصحفي جون غوجون (صديق دراسته بمعهد كارنو تونس): انه من الناس الذين يعتقدون انهم يجسّدون العالم في صور الا انهم في الواقع ما ينفكّون عن مسائلة العالم ومسائلة انفسهم.
وعن فنه هو قال حاتم المكي:" "ينبغي للجمهور أن يفهم أن ليس من همّ الرسّام أن يخلق الجمال في عالم متعطّش إلى العدالة والسّلم.. الرسّام لسان المدينة، لا يوجد في رسومه إلا ما أوحت به إليه المدينة.. على الرسّام أن يشعر أن لفنّه وظيفة تاريخيّة لا نفسانيّة"..
توفي المكي بمدينة قرطاج تونس 23/09/2003

## شرح نص حاتم المكي
1. ↑  "معلومات عن حاتم المكي على موقع vocab.getty.edu". vocab.getty.edu. مؤرشف من الأصل في 2020-04-26.
2. ↑  "معلومات عن حاتم المكي على موقع viaf.org". viaf.org. مؤرشف من الأصل في 2016-07-23.
3. ↑  "معلومات عن حاتم المكي على موقع oxfordindex.oup.com". oxfordindex.oup.com. مؤرشف من الأصل في 2019-12-18.